# Gmina Sadki
Sadki ist eine Landgemeinde im Powiat Nakielski der Woiwodschaft Kujawien-Pommern in Polen. Ihr Sitz ist das gleichnamige Dorf (deutsch Sadke) mit etwa 2000 Einwohnern.

## Geschichte
Das Gemeindegebiet gehörte politisch von 1939 bis 1945 zum Landkreis Wirsitz, Regierungsbezirk Bromberg im Reichsgau Danzig-Westpreußen.

## Gliederung
Zur Landgemeinde Sadki gehören 14 Dörfer (deutsche Namen, amtlich bis 1945) mit einem Schulzenamt (sołectwo):
- Anieliny (Anieliny, 1912–1920, 1939–1945 Elsenort)[2]
- Bnin (Bnin, 1942–1945 Bientahof)[2]
- Broniewo
- Dębionek (Debionek, 1939–1942 Debenke, 1942–1945 Benkenau)[2]
- Dębowo
- Jadwiżyn (Jadwiga, 1942–1945 Hedwigswiesen)[2]
- Kraczki (Kraczki, 1939–1942 Kratschke, 1942–1945 Kratzke)[2]
- Liszkówko
- Łodzia
- Mrozowo
- Radzicz (Radzicz, 1939–1945 Hermannsdorf)[2]
- Sadki (Sadki, 1939–1942 Sadke, 1942–1945 Schloßberg, Kr. Wirsitz)[2]
- Samostrzel
- Śmielin

Weitere Ortschaften der Gemeinde sind Glinki und Machowo.

## Verkehr
Samostrzel hat einen Bahnhof, Anieliny und Jadwiżyn haben Haltepunkte an der Bahnstrecke Kutno–Piła.

## Persönlichkeiten
- Ignacy von Bninsky (1820–1893), preußischer Gutsbesitzer, Politiker und Mitglied des Preußischen Herrenhauses; geboren auf Schloss Samostrzel.